# Mimudea lienpingialis
Mimudea lienpingialis là một loài bướm đêm trong họ Crambidae.